# Bamberger Károly
Balástyai Bamberger Károly (Budapest, Józsefváros, 1915. augusztus 9. – Budapest, 1972. október 14.) magyar állatorvos, mikrobiológus, az állatorvos-tudományok kandidátusa (1952), az MTA Állatorvostudományi Bizottságának titkára.

## Életpályája
Bamberger István (1882–1931) ügyvéd és Keő Anna (1885–1963) fiaként született. 1937-ben diplomázott a budapesti Állatorvosi Főiskola hallgatójaként. 1938–1950 között a Phylaxia Oltóanyag- és Tápszertermelő Vállalat tuberkulin-, majd baromfipestis osztályán dolgozott. 1940-ben egyetemi doktori címet szerzett. 1949-ben a Magyar Tudományos Akadémia Állategészségügyi Kutatóintézetének egyik alapító tagja, majd tudományos osztályvezetője, 1969–1970 között helyettes igazgatója volt. 1951–1970 között a Magyar Tudományos Akadémia Állatorvostudományi Bizottság és 1968–1970 között a World Veterinary Association magyar nemzeti bizottságának titkára, valamint az Állatorvosok Társasága Baromfiegészségügyi Szakosztályának vezetőségi tagja volt.
Kutatási területe a tuberkulózis, a veszettség, a lószérumtermelés, a baromfihimlő és a baromfipestis vizsgálata. Fontos eredményeket ért el a tyúkok leukózisa, a Marek-féle betegség és más baromfibetegségek tanulmányozása terén. 80-nál több tudományos közleménye jelent meg a hazai és külföldi szaklapokban.
A Farkasréti temetőben nyugszik (N-3059. fülke).

### Magánélete
1944-ben, Budapesten házasságot kötött Nyírő Margittal.

## Művei
- Összehasonlító vizsgálatok tisztított madártuberkulinnal. Állatorvos-doktori értekezés. (Budapest, 1940)
- Kísérletek baromfipestis elleni hyperimmun vérsavó előállítására emlős háziállatoknál (Magyar Állatorvosok Lapja, 1950)
- On a Newcastle Virus Strain Modified by Pigeon Passage (Hegyeli Zoltánnal; Acta Veterinaria, 1951)
- A baromfi idült légzőszervi megbetegedései (Magyar Állatorvosok Lapja, 1958)
- Nátha tüneteiben jelentkező baromfihimlő kórjelzése (Beke Lászlóval; Magyar Állatorvosok Lapja, 1960)
- A baromfihimlő elleni védekezés (Magyar Állatorvosok Lapja, 1962)
- The Virus of a Rous Sarcoma Inducing Tumour Formation and Haemorrhage in Chickens and Hen Embryo (Acta Veterinaria, 1962)
- A tyúkleucosis (Budapest, 1968)
- Behaviour of Turkey Pox Virus during Adaptation to Embryonic Pig Kidney Epithelial Cell Cultures (Markovits Pállal, Vékes Piroskával; Acta Veterinaria, 1969).
- A Marek-féle betegség vírusának kimutathatósága fiasított tyúktojás oltásával (Magyar Állatorvosok Lapja, 1972)

## Díjai, elismerései
- Munka Érdemrend ezüst fokozata (1949)[7]